# Liste der österreichischen Botschafter in Portugal
Die Liste der österreichischen Botschafter in Portugal listet die österreichischen Botschafter in Portugal auf.
Da sich Portugal nicht an der Kontinentalsperre beteiligte ließ es Napoleon Bonaparte im November 1807 besetzten. Die seit 1792 entmündigte Maria I. (Portugal) und Johann VI. (Portugal) flüchteten am 27. November 1807 nach Brasilien, von wo der Hof am 4. Juli 1821 nach Lissabon zurückkehrte. Vom März 1809 bis 15. September 1820 regierte William Carr Beresford. Anschließend trat bis zur Rückkehr des Königs eine Regentschaft an seine Stelle. Johann VI. (Portugal) legte nach seiner Rückkehr auf eine vorher von einer Versammlung ausgearbeiteten Verfassung einen Eid ab. Seine Gemahlin Charlotte Joachime von Spanien und sein jüngerer Sohn Michael I. (Portugal) verweigerten jedoch den Eid.
Die „Konstitutionalisten“ versuchten daher den älteren Sohn des Königs, den in Brasilien zurückgebliebenen Peter I. (Brasilien) zur Rückkehr nach Portugal zu bewegen.
Dieser lehnte jedoch ab und proklamierte sich am 12. Oktober 1822 zum Kaiser von Brasilien.
Nach einem missglückten Putschversuch der „Absolutisten“ ging Michael I. (Portugal) ins Exil. Nach dem Tod von Johann VI. (Portugal) wurde Peter I. (Brasilien) auch König von Portugal. Als solcher erließ Peter I. (Brasilien) am 25. Mai 1826 die Verfassungscharta von 1826 und dankte zu Gunsten seiner minderjährigen Tochter Maria II. (Portugal) ab.
Ihr Onkel, Michael I. (Portugal), welcher im Februar 1828 nach Portugal zurückgekehrt war, beschwor dem Wunsche Kaiser Peters I. gemäß diese „Charta“ und wurde daraufhin zum Regenten ernannt. Die in Lissabon tagende Cortes sprach Peter jedoch alle Rechte in Portugal ab und proklamierten am 30. Juni 1828 Michael I. (Portugal) zum König.
1916 war der Amtssitz der österreichischen Botschafter die Caleada de Sant’Anna 214 Lissabon. Heute ist der Amtssitz in der Avenida Infante Santo 43.

## Botschafter
| Ernannt / Akkreditiert | Name                                           | Bemerkungen | ernannt während der Regierung von | akkreditiert während der Regierung | Posten verlassen |
| ---------------------- | ---------------------------------------------- | --- | --------------------------------- | ---------------------------------- | ---------------- |
| Aug. 1700              | Karl Ernst von Waldstein                       | | Leopold I.                        | Peter II.                          | 17. Mai 1703     |
| 1709                   | Franz Ferdinand von Kuenburg                   | [ 2 ] | Joseph I.                         | Peter II.                          | 1709             |
| 1716                   | Juan Martín, Johann Martin                     | agente imperial en Lisboa | Karl VI.                          | Johann V.                          |                  |
| 12. Feb. 1718          | Pablo Martín                                   | [ 3 ] | Karl VI.                          | Johann V.                          | 3. Juli 1725     |
| 1723                   | Conde de Pinos                                 | | Karl VI.                          | Johann V.                          |                  |
| 6. Okt. 1725           | Michael Strozzi                                | | Karl VI.                          | Johann V.                          | 1. Dez. 1727     |
| 1. Dez. 1727           | Posten unbesetzt                               | | Karl VI.                          | Johann V.                          | 25. Feb. 1730    |
| 25. Feb. 1730          | Johann von Albrecht, Konrad Adolf von Albrecht | (*1682; † 1751) | Karl VI.                          | Johann V.                          | 12. Jan. 1737    |
| 12. Jan. 1737          | Posten unbesetzt                               | | Karl VI.                          | Johann V.                          | 7. Aug. 1746     |
| 7. Aug. 1746           | Philipp Josef von Orsini-Rosenberg             | (* 3. (oder 24.) Juni 1691; † 1765) Rath, Gesandter in Berlin bis 1743, in Petersburg bis 1745, in Den Haag bis 1746, in Lissabon bis 1747 und zuletzt 1754–1764 kk Botschafter in Venedig. | Maria Theresia                    | Johann V.                          | 16. Okt. 1747    |
| 10. Nov. 1747          | Johann Philipp Stoltius (Stolte)               | | Maria Theresia                    | Johann V.                          | 22. Nov. 1748    |
| 22. Nov. 1748          | Posten unbesetzt                               | | Maria Theresia                    | Johann V.                          | 25. Sep. 1750    |
| 25. Sep. 1750          | Georg Adam von Starhemberg                     | | Maria Theresia                    | Johann V.                          | 17. Sep. 1751    |
| 17. Sep. 1751          | Posten unbesetzt                               | Erdbeben von Lissabon 1755 | Maria Theresia                    | Joseph I.                          | 7. Mai 1756      |
| 1759                   | Johann Sigismund von Khevenhüller-Metsch       | (* 1732; † 1801) | Maria Theresia                    | Joseph I.                          | 24. Nov. 1759    |
| 1759                   | Johann Baptist Keil                            | Gesandter | Maria Theresia                    | Joseph I.                          |                  |
| 12. Apr. 1764          | Philipp von Welsperg zu Raitenau und Primör    | (*1735; † 1806) | Maria Theresia                    | Joseph I.                          | 26. Aug. 1765    |
| 1765                   | Johann Baptist Keil                            | Gesandter Legationssekretár und Geschäftsträger († 1767) | Maria Theresia                    | Joseph I.                          | 1767             |
| 22. Mai 1768           | Adam von Lezeltern                             | | Maria Theresia                    | Joseph I.                          | 17. März 1809    |
| 17. März 1809          | Posten unbesetzt                               | | Franz II.                         | Maria I.                           | 28. Aug. 1813    |
| 28. Aug. 1813          | Adam von Lebzeltern                            | | Franz II.                         | Maria I.                           | 10. Jan. 1818    |
| 15. Mai 1818           | Heinrich von Bombelles                         | (* 26. Juni 1789 in Versailles; † 31. Mai 1850 auf Schloß Savenstein in Krain), Gesandter                                                                                                   | Franz II.                         | Johann VI.                         | 1. Dez. 1819     |
| 1. Dez. 1819           | Posten unbesetzt                               | | Franz II.                         | Johann VI.                         | 30. Aug. 1820    |
| 30. Aug. 1820          | Lothar von Berks                               | Gesandter | Franz II.                         | Johann VI.                         | 22. Aug. 1821    |
| 22. Aug. 1821          | Posten unbesetzt                               | | Franz II.                         | Johann VI.                         | 16. Juli 1823    |
| 16. Juli 1823          | Franz Binder von Krieglstein                   | (* 1774; † 1855 in Wien) | Franz II.                         | Johann VI.                         | 1. Apr. 1824     |
| 1. Apr. 1824           | Posten unbesetzt                               | | Franz II.                         | Johann VI.                         | 30. März 1824    |
| 30. März 1824          | Wilhelm von Pflügl                             | Gesandter († 1869) | Franz II.                         | Johann VI.                         | 18. Nov. 1827    |
| 18. Nov. 1827          | Heinrich von Bombelles                         | | Franz II.                         | Maria II.                          | 22. Feb. 1828    |
| 22. Feb. 1828          | Posten unbesetzt                               | | Franz II.                         | Michael I.                         | 15. Aug. 1841    |
| 15. Aug. 1841          | Wenzel von Mareschall                          | | Ferdinand I.                      | Ferdinand II.                      | 15. Dez. 1846    |
| 15. Dez. 1846          | Albert von Crivelli                            | Gesandter (* 1816 in Mailand; † 2. Mai 1868 in Rom) 1853–1855 Legationsrat an der österreichischen Gesandtschaft in Berlin.                                                                 | Ferdinand I.                      | Ferdinand II.                      | 24. Okt. 1847    |
| 24. Okt. 1847          | Georg von Esterhäzy                            | Georg Esterhäzy von Galäntha (1811–1856) | Ferdinand I.                      | Ferdinand II.                      | 9. Sep. 1848     |
| 7. Juli 1852           | Karl von Walter                                | Gesandter | Franz Joseph I.                   | Ferdinand II.                      | 18. Apr. 1852    |
| 7. Juli 1852           | Nikolaus von Giorgi                            | Gesandter | Franz Joseph I.                   | Ferdinand II.                      | 18. Apr. 1857    |
| 18. Apr. 1857          | Eduard von Lebzeltern-Collenbach               | [ 4 ] | Franz Joseph I.                   | Peter V.                           | 27. Aug. 1867    |
| 1867                   | Ferdinand Marckwort                            | Gesandter | Franz Joseph I.                   | Ludwig I.                          |                  |
| 25. Feb. 1869          | Alois von Dumreicher                           | (*1820 zu Marburg in Steiermark; † 1884) kk. Legationssekretär und Geschäftsträger bei der freien Stadt Frankfurt.                                                                          | Franz Joseph I.                   | Ludwig I.                          | 8. Juli 1884     |
| 22. Okt. 1884          | Ernst von Brenner                              | | Franz Joseph I.                   | Ludwig I.                          | 3. März 1887     |
| 10. Apr. 1887          | Florian von Rosty von Barkocz                  | (; † 23. Jänner 1894 in Gacs) | Franz Joseph I.                   | Ludwig I.                          | 26. Aug. 1888    |
| 1888                   | Florian von Rosty von Barkocz                  | Gesandter | Franz Joseph I.                   | Ludwig I.                          |                  |
| 10. Apr. 1887          | Arthur Weber Edler von Webenau                 | (* 1840; † 1889) | Franz Joseph I.                   | Ludwig I.                          | 26. Aug. 1888    |
| 1. Apr. 1889           | Emil von Gödel-Lannoy                          | [ 5 ] | Franz Joseph I.                   | Karl I.                            | 10. Sep. 1895    |
| 10. Sep. 1895          | Otto von Hohenwart                             | | Franz Joseph I.                   | Karl I.                            | 28. Apr. 1902    |
| 28. Apr. 1902          | Otto zu Brandis                                | | Franz Joseph I.                   | Karl I.                            | 10. Sep. 1905    |
| 10. Sep. 1905          | Albert Eperjesy von Szászváros und Tóti        | | Franz Joseph I.                   | Karl I.                            | 21. März 1909    |
| 21. März 1909          | Gilbert von Hohenwart zu Gerlachstein          | | Franz Joseph I.                   | Manuel II.                         | 10. Dez. 1909    |
| 10. Sep. 1905          | Leopold von Bolesta-Koziebrodzki               | | Franz Joseph I.                   | Manuel II.                         | 21. März 1909    |
| 21. März 1909          | Otto Kuhn von Kuhnenfeld                       | Ende der Beziehungen: Am 16. März 1916 infolge Abbruches derselben durch Österreich-Ungarn.                                                                                                 | Franz Joseph I.                   | 16. März 1916                      |                  |
| 1920                   | Johannes Alfred Eduard Wimmer                  | (* 1842 in Hamburg; † 1931) Geschäftsträger Konsul | Karl Renner                       | Liberato Ribeiro Pinto             | 1931             |
| 1931                   | Johannes Wimmer                                | (* 1873; † 1956) Geschäftsträger, Honorargeneralkonsul | Otto Ender                        | António de Oliveira Salazar        | 1938             |
| 1954                   | Rudolf Seemann                                 | | Julius Raab                       | Francisco Craveiro Lopes           | 1955             |
| 1955                   | Klaus Wintersein                               | | Julius Raab                       | Francisco Craveiro Lopes           | 1960             |
| 1960                   | Rudolf Ender                                   | (* 11. Juni 1911 in Bregenz; † 2. Mai 2002 in Wien) | Julius Raab                       | Américo Tomás                      | 1963             |
| 1964                   | Herman Gohn                                    | | Josef Klaus                       | Américo Tomás                      | 1969             |
| 1973                   | Jörg Schubert                                  | Gesandter | Bruno Kreisky                     | Marcelo Caetano                    | 1978             |
| 1979                   | Erich Hochleitner                              | | Bruno Kreisky                     | António Ramalho Eanes              | 1985             |
| 1985                   | Alexander Otto                                 | | Fred Sinowatz                     | António Ramalho Eanes              | 1988             |
| 1993                   | Heinz Weinberger                               | | Franz Vranitzky                   | Mário Soares                       |                  |
| 1995                   | Alfred Missong jun.                            | | Franz Vranitzky                   | Mário Soares                       | 2001             |
| 2004                   | Ferdinand Trauttmansdorff                      | | Wolfgang Schüssel                 | Jorge Sampaio                      | 2005             |
| 2009                   | Edwald Jaeger                                  | | Werner Faymann                    | Aníbal Cavaco Silva                |                  |
| 15. Okt. 2009          | Bernhard Wrabetz                               | | Werner Faymann                    | Aníbal Cavaco Silva                | 2013             |
| 2013                   | Thomas Stelzer                                 | |                                   |                                    | Dez. 2017        |
| Jan. 2018              | Robert Zischg                                  | |                                   |                                    |                  |